# Municipio de Ross (condado de Butler)
El municipio de Ross (en inglés: Ross Township) es un municipio ubicado en el condado de Butler en el estado estadounidense de Ohio. En el año 2010 tenía una población de 8355 habitantes y una densidad poblacional de 106,19 personas por km².

## Geografía
El municipio de Ross se encuentra ubicado en las coordenadas 39°21′1″N 84°38′50″O / 39.35028, -84.64722. Según la Oficina del Censo de los Estados Unidos, el municipio tiene una superficie total de 78.68 km², de la cual 78.17 km² corresponden a tierra firme y (0.64%) 0.51 km² es agua.

## Demografía
Según el censo de 2010, había 8355 personas residiendo en el municipio de Ross. La densidad de población era de 106,19 hab./km². De los 8355 habitantes, el municipio de Ross estaba compuesto por el 97.88% blancos, el 0.24% eran afroamericanos, el 0.13% eran amerindios, el 0.22% eran asiáticos, el 0.02% eran isleños del Pacífico, el 0.41% eran de otras razas y el 1.1% pertenecían a dos o más razas. Del total de la población el 0.92% eran hispanos o latinos de cualquier raza.